# Tropaeolum hookerianum
Espèce
Tropaeolum hookerianum est une espèce de plantes herbacées de la famille des Tropaeolaceae. 

## Répartition
Tropaeolum hookerianum est une plante vivace du Chili.

## Liste des sous-espèces
Selon GBIF (10 août 2024) :
- Tropaeolum hookerianum subsp. hookerianum Barnéoud
- Tropaeolum hookerianum subsp. pilosum J.M.Watson & A.R.Flores

## Systématique
Le nom correct complet (avec auteur) de ce taxon est Tropaeolum hookerianum Barnéoud (d).
La description de cette plante a été faite en 1846 par le géologue et botaniste français François Marius Barnéoud (d) (1821-?) dans le livre de Claude Gay (1800-1873), Historia Fisica y Politica de Chile - Botanica

### Publication originale
- (la + es) Claude Gay, Historia Fisica y Politica de Chile : Botanica, vol. 1, Paris, 1846, 496 p. (lire en ligne), p. 415-416.